# Będzimierz
Będzimierz (kaszb. Bãzechòwò, niem. Bandemershof) – osada kaszubska w Polsce położona w województwie pomorskim, w powiecie słupskim, w gminie Główczyce. Wieś wchodzi w skład sołectwa Podole Wielkie.
W latach 1975–1998 miejscowość administracyjnie należała do województwa słupskiego.

## Nazwa
Niemiecka nazwa Bandemershof ma charakter dzierżawczy i składa się z dwóch członów: nazwy osobowej Bandemer (← psł. *Bǫdiměrъ, por. pol. Będzimir) i nazwy pospolitej Hof „zagroda, folwark”. Polska nazwa Będzimierz jest kalką nazwy niemieckiej z podmianą drugiego członu na formant *-jь.
Rada Języka Kaszubskiego proponuje kaszubską formę nazwy Bãdzëmiérz. 